# Volodímir Zatonski
Volodímír Petróvich Zatonski (en ucraniano: Володимир Петрович Затонський, en ruso: Владимир Петрович Затонский, romanizado: Vladímir Petróvich Zatonski; Lyséts,Gobernación de Podolia, actual Ucrania, 8 de agosto de 1888 - Kiev, 29 de julio de 1938), fue un político soviético, miembro del Partido Comunista de la República Socialista Soviética de Ucrania, y miembro de la Academia de Ciencias de Ucrania (desde 1929). Fue ejecutado durante la Gran Purga.

## Biografía
Nacido en una familia de un funcionario local, en 1885 sus padres se trasladan a Kamianets-Podilski (capital de la Gobernación de Podolia), donde estudia entre 1898 y 1906 en el Gimnasio (escuela secundaria) de la ciudad. Se afilia a la facción menchevique del Partido Obrero Socialdemócrata de Rusia en 1905. Estudia en la Facultad Físico-Matemática de la Universidad de Kiev desde 1906 (detenido varias veces por participar en movimientos revolucionarios), graduándose en 1912 empezó a dar clases de física en el Instituto Politécnico de Kiev.
Contrajo matrimonio en 1915 con Olena Ráskina, nacida en Kamianets-Podilski, empleada como médico en una clínica de Kiev.

## Revolución rusa y Guerra civil rusa

### 1917, año de incertidumbre revolucionaria
En marzo de 1917, se afilia a los bolcheviques, y en mayo del mismo año es miembro Comité del POSDR-(bolchevique) de Kiev, pasando a ser su presidente en noviembre de 1917, así como también elegido Secretario Popular de educación de Ucrania.
En el I Congreso Panucraniano de los Soviets, celebrado en diciembre de 1917 fue elegido para dirigir la Secretaría (Comisario del Pueblo) de educación en el gobierno de la República Popular Ucraniana de los Sóviets.

### 1918, inestabilidad y guerra sin cuartel
Cuando el Ejército Rojo tomó Kiev en 1918, Zatonski afirmó que por poco se escapó de ser ejecutado como contrarrevolucionario.En marzo de 1918, fue elegido presidente del Comité Ejecutivo Central Panucraniano en el II Congreso Panucraniano de los Soviets.
Encabezó la delegación del Comité Ejecutivo Central Panucraniano en el IV Congreso Extraordinario Panruso de los Soviets, en el que apoyó la línea de Lenin sobre la necesidad de aceptar el Tratado de Brest-Litovsk.
Fue miembro del Buró de Organización que convocó el I Congreso del Partido Comunista de Ucrania (bolchevique), donde fue elegido para su Comité Central, que dirigió las movilizaciones contra los ejércitos ocupantes alemanes y austrohúngaros, contra La Rada Central Ucraniana, el Hetmanato y los «petluristas» del Directorio, y dirigió las organizaciones clandestinas partisanas en Ucrania. Entre abril y junio de 1918, dirigió el «noveno insurreccional» clandestino desde el Orgburó del Comité Central del Partido Comunista de Ucrania (bolchevique).
En julio de 1918, durante el aplastamiento de la revuelta de los Social-Revolucionarios de izquierda en Moscú, era el Comisario del Grupo de Choque.

### 1919, el Ejército Rojo empieza a probar su eficacia
Entre noviembre de 1918 y enero de 1919, formó parte del Gobierno Provisional de Trabajadores y Campesinos de Ucrania. Entre julio y diciembre de 1919, fue miembro del Buró del Frente del Sur del Comité Central del Partido Comunista bolchevique de Ucrania.
En 1919, al tiempo que simultaneaba sus tareas de gobierno, era el Comisario del 12.º ejército del frente occidental del Ejército Rojo, participando en la heroica marcha de 400 kilómetros escapando a la retaguardia entre las tropas blancas de Denikin y fuerzas «petluristas».
En diciembre de 1919, fue miembro Comité Revolucionario Panucraniano, y en 1920 miembro del Secretariado Militar Revolucionario del 12.º, 13.º y 14.º ejército del Frente sudoccidental en lucha contra el Ejército polaco y Ejército blanco de Wrangel. Entre julio y agosto de 1920, es nombrado como jefe del Galrevkom (Галревком, Comité Revolucionario de Galitzia), órgano directivo de la efímera República Soviética Socialista de Galitzia.

## Consolidación del estado soviético
En 1921, participó en la represión de la rebelión de Kronstadt, por la que recibe la Orden de la Bandera Roja. Fue nombrado Comisario del Pueblo de Educación entre 1923 y 1924 de la República Socialista Soviética de Ucrania.
Entre 1924 y 1925, fue miembro del Secretariado Militar Revolucionario de Ucrania y Crimea, ascendiendo a Jefe político de todos los distritos militares de Ucrania. En 1925, es nombrado Secretario del Comité Central del Partido Comunista de Ucrania, y entre 1927 y 1933 es presidente del mismo.

## Década de 1930
En 1933, es nombrado Comisario del pueblo de Educación de Ucrania, manteniéndose en el cargo hasta 1938, elegido miembro del Comité Central, y miembro del Politburó del Partido Comunista de Ucrania. Fue delegado desde el 10.º al 17.º Congreso del Partido Comunista Panucraniano (bolchevique), siendo elegido en el 15.º y 16.º Congreso miembro del Buró Político del Comité Central del Partido Comunista de Ucrania, en el 17.º Congreso es elegido como candidato al Presídium del Sóviet Supremo de la URSS.
A pesar de haber sido condecorado con la Orden de la Bandera Roja y en 1934 haber sido miembro del Comité Ejecutivo Central Panruso, no evita que el 3 de noviembre de 1937 fuese detenido, condenado a muerte y ejecutado el 29 de julio de 1938.

## Conclusiones
En 1956, fue rehabilitado y readmitido en el partido póstumamente.
Los historiadores ucranianos actuales afirman que Zatonski liquidó concienzudamente la cultura ucraniana, con la acusación de ser «neoburguesa», con los cambios de orientación política del año 1933, en la que se aprueba la represión contra los «resquicios ideológicos» del sistema educativo. Afirman también que tuvo una imagen negativa frente a los chauvinistas rusos, por apoyar a los Soviets en vez del centralismo ruso. La implementación de la política soviética de rusificación, fue una de las causas que originaron su detención y ejecución.